# Zambezi nationalpark
Zambezi nationalpark är en nationalpark som är belägen uppströms från Victoriafallen vid floden Zambezi i Zimbabwe. Parken var fram till år 1978 en del av Victoriafallens nationalpark och har en area på 56 000 hektar. Parken delas upp av en väg till Kazungula. Större delen av parken består av tropiska och subtropiska gräsmarker, savanner och buskmarker.
Skyddszonen begränsas i norr av Zambezifloden som här utgör gränsen mellan Zimbabwe och Zambia.

## Fauna
Av Afrikas storvilt förekommer afrikansk elefant, afrikansk buffel, lejon och leopard i nationalparken. Utöver dessa lever hjordar av olika partåiga hovdjur i skyddszonen som sabelantilop, vanlig eland, stäppzebra, giraff, större kudu, ellipsvattenbock och impala. I det avsnitt av Zambezifloden som ingår i parken registrerades 75 olika fiskarter, bland annat jättetigerfisk och andra stora fiskar av samma släkte.